# Site archéologique des Buissières
Le site archéologique des Buissières est un  site de fouilles archéologiques situé sur la commune de Panossas dans le département de l'Isère en France. Il englobe plusieurs bâtiments de l'époque gallo-romaine, notamment un vaste silo à grains et un complexe thermal.
Le site est inscrit monument historique en 2015.

## Présentation du site

### Localisation
Le site archéologique est situé sur la commune de Panossas au lieu-dit les Buissières, dans une zone agricole, sous le chemin de Frontonas, à proximité du marais de Charamel.

### Généralités
Le site englobe deux secteurs séparés de 150 m environ. Avant même d'être fouillé, il était connu depuis longtemps, notamment par le monticule de gravats et de vestiges qui recouvrait les thermes et grâce aux photographies aériennes de la Société archéologique de Bron (SAB), mettant en évidence le silo à grains.
Le secteur Ouest comporte un vaste silo à grains et une forge, datés de 40 av. J.-C. environ.
Le secteur Est est principalement occupé par un complexe thermal important, daté de la fin du Ier siècle apr. J.-C. et caractérisé par des murs en élévation restés en place sur 2 à 4 mètres de hauteur.

### Histoire et organisation des fouilles
Le site est découvert en 2004. Les fouilles ont été menées sous la direction scientifique de Matthieu Poux, professeur d'archéologie et Aldo Borlenghi, maître de conférences en archéologie, à l'Université Lyon 2, Laboratoire ArAr (Archéologie et archéométrie). Elles ont impliqué des étudiants de l'Université, et des bénévoles des associations GAROM et SAB (Société Archéologique de Bron).

#### Chronologie des fouilles
Au 1er juillet 2016, les fouilles ont été menées sur cinq ans, chaque année faisant l'objet d'un rapport de fouilles donné en référence.
- 2012 Campagne de sondage[5]
- 2013 Fouille annuelle[6]
- 2014 Fouille pluriannuelle, année 1/3[7]
- 2015 Fouille pluriannuelle, année 2/3[8]
- 2016 Fouille pluriannuelle, année 3/3